# Avenida Jaime III
La avenida de Jaime III se encuentra en la ciudad española de Palma de Mallorca (Baleares), siendo una de sus principales arterias comerciales.

## Descripción
La avenida supuso la apertura de una vía ancha en la ciudad antigua, para conectarla con el ensanche del distrito Poniente. Tiene un trazado rectilíneo y uniforme, con arcos porticados y fachadas homogéneas. Es una de las vías comerciales más activas y exclusivas de Palma de Mallorca. En la calle Concepción, una travesía de la Avenida Jaime III ante el Centro de Cultura Sa Nostra, está situada la fuente del Santo Sepulcro, que conserva el cuello de la fuente árabe del siglo X y un templete del siglo XIII.
Su nombre hace honor a Jaime III de Mallorca (1315 - 1349), rey de Mallorca entre 1324 y 1349.